# Disc-cone antenna

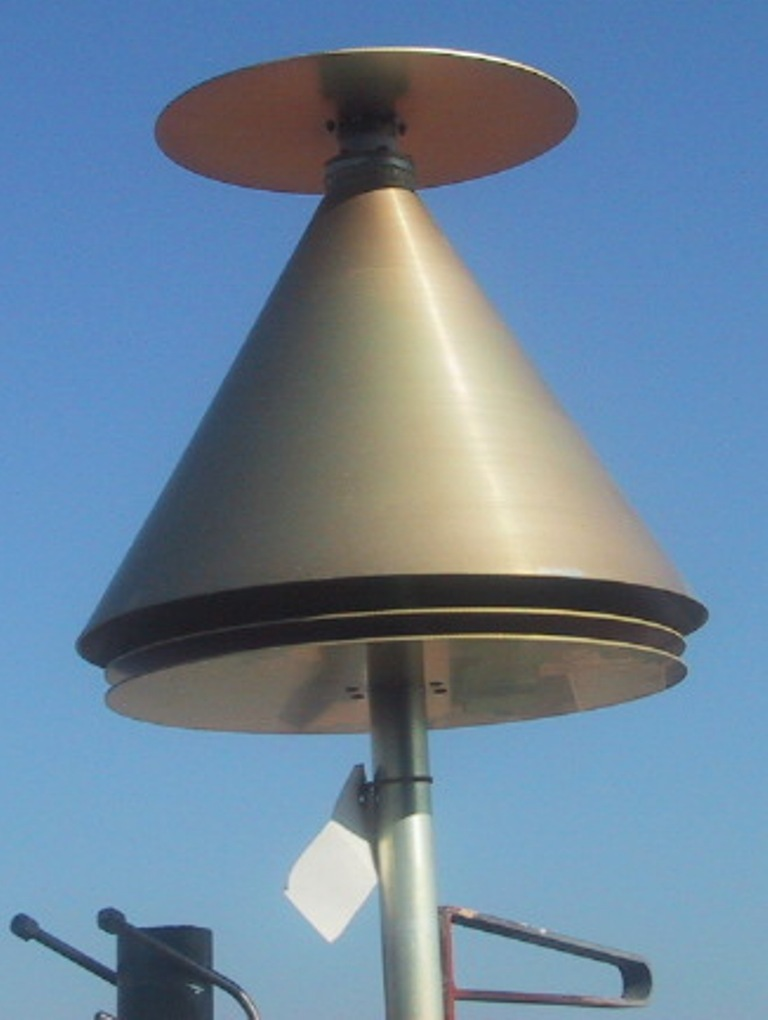
Disc-cone antenna UHF sávra

A disc-cone antenna vertikális polarizációjú szélessávú körsugárzó antenna. A disc-cone antenna 3 részből áll:
- Kör alakú lemez: ez alkotja az antenna legfelső részét, tetőkapacitásként funkcionál.
- Sugárzó: viszonylag rövid antennaelem, a hengerpalást és kör alakú lemez között helyezkedik el, fémes kapcsolata a lemez közepével van. Ez az antenna táplált eleme.
- Hengerpalást: ellensúlyként működik, a táplálás hideg erével van összeköttetésbe.

## Felépítése, méretezése
Elkészítése fémlemezekből a legoptimálisabb,  de kialakítható huzalokból vagy dróthálóból. Léteznek olyan megoldások is, amikor teleszkópantennákból készítik el mind a lemezt, mind a hengerpalástot.
Mivel a disc-cone antenna szélessávú, így méretezését a sávközépi hullámhosszból kiindulva tudjuk elvégezni. Az antenna használható sávszélessége:
- λ0/5 .. 5λ0  ebben a tartományban az antenna iránykarakterisztikája nem változik jelentősen, megtartja karakterisztikáját. Vevőantennaként használható.
- λ0/3 .. 3λ0  ebben a tartományban az antenna talpponti ellenállása nem változik jelentősen, 50Ω-os táplálást használva az állóhullám aránya nem megy 2:1 fölé. Ebből következik, hogy viszonylag széles sávon használható adóantennaként is.

Méretezésére az alábbi irányértékek használhatók:
dD = 0.9821λ0
dC1 = 0.71λ0
dC2 = 0.071λ0
lS = 0.005286λ0
dS = 0.007048λ0
dC1 = 0.71λ0
lCP = 0.91λ0
Az antenna összességében egy erősen lerövidített monopólus (S), ami egy nagy méretű tetőkapacitással (D) van terhelve. A kondenzátort a hengerpalást (CP) felülete és a tetőkapacitás felülete alkotja.
Az antenna iránykarakterisztikáját tekintve közel izotróp jellegű körsugárzó, hatásfokát tekintve kis hatásfokú. Ha a talaj hatását is figyelembe vesszük, közel félgömb alakú iránykarakterisztikával lehet számolni. Leginkább megfigyelőantennaként lehet hasznosítani, ha széles sávot kell monitorozni.